# Maria Ochanina
Maria Ochanina (en russe : Мария Николаевна Ошанина), née le 15 mai 1852 à Pokrovskoye et morte le 19 septembre 1898 à Paris, est une révolutionnaire russe  membre de Narodnaïa Volia.

## Biographie
Néée Maria Nikolaïevna Olovennikova, elle portait le nom de Ochanina, son premier mari puis Barannikova son deuxième mari, Kochurnikova,du nom secret de son deuxième mari et Marina Nikanorovna Polonskaya en exil.
Elle est la sœur des révolutionnaires Natalya et Elizaveta Olovennikov et la mère de la populiste et socialiste révolutionnaire Elena Nikolaevna Ochanina. En 1882, elle émigre à Paris, où elle vit sous son nom d'exilée en tant que représentante du Comité exécutif à l'étranger.